# رشمی اوجینک
رشمی اوگینک (انگلیسی: Reshmie Oogink؛ متولد ۲۶ اکتبر ۱۹۸۹) یک تکواندوکار هلندی است.
وی در بازیهای المپیک تابستانی ۲۰۱۶ ریودوژانیرو، در وزن +۶۷ کیلوگرم زنان، به نمایندگی از هلند شرکت کرد. وی در مسابقات قهرمانی تکواندو جهان ۲۰۱۷ مدال برنز را در کلاس میان‌وزن بدست آورد.